# 吉井爽子
吉井 爽子（よしい あきこ、1940年 - ）は日本の画家。池袋モンパルナスの吉井忠の娘であり、父と同じように画家をしていた。
女子美術大学洋画科出身

## 出展・挿絵

### 行動美術協会
- 2023年　絵と織 展
- 2020年　吉井爽子展
- 2019年　吉井爽子 個展
- 2017年　吉井爽子 個展
- 2015年　吉井爽子 個展

### 本の挿絵
- 2002年　幼物語
- 2008年　戦争と人のいのち: 明治・大正
- 2006年チンチン電車が走ってた